# Pampliega
Pampliega és un municipi de la província de Burgos a la comunitat autònoma de Castella i Lleó. Forma part de la comarca d'Odra-Pisuerga.

## Demografia
| 1991 | 1996 | 2001 | 2004 |
| ---- | ---- | ---- | ---- |
| 434  | 433  | 394  | 403  |